# Wapen van bisdom Groningen-Leeuwarden
Het wapen van het bisdom Groningen-Leeuwarden is op 3 oktober 2007 aan het bisdom Groningen-Leeuwarden toegekend vanwege de naamswijziging van het bisdom in 2006.

## Geschiedenis
In 1559 werden de bisdommen Groningen en Leeuwarden gesticht. Johannes Knijff werd hierbij bisschop van het bisdom Groningen. Hij gebruikte een zegel waarop, vermoedelijk, een alliantiewapen stond dat bestond uit zijn familiewapen en een wapen met een kruis, mogelijk het Wapen van het aartsbisdom Utrecht. Nog diezelfde eeuw werd het bisdom officieel opgeheven. Het moderne bisdom Groningen werd op 4 februari 1956, met toevoeging van het voormalige bisdom Leeuwarden, heropgericht. In 1988 kreeg het bisdom een eigen wapen toegekend. De toekenning gebeurde per Koninklijk Besluit op 1 maart, het betrof Koninklijk Besluit nummer 1. Het bisdom Groningen werd op 26 november 2005 per pauselijk decreet hernoemd naar Groningen-Leeuwarden Het is bij katholieke bisdommen gebruikelijk om de wereldlijke hoofdstad die in het bisdom gelegen is in de naam van het bisdom te noemen, omdat in het nieuwe bisdom twee hoofdsteden liggen zijn deze beide in de naam van het bisdom genoemd.
Ter gelegenheid van het 50-jarig bestaan werd het bisdom hernoemd en de Kerk was hierbij van mening dat het hernoemde bisdom een nieuw wapen zou moeten krijgen. Voor het nieuwe wapen werd de Hoge Raad van Adel om advies gevraagd. De Kerk had zelf een ontwerp ingestuurd dat gevierendeeld was met in het eerste en vierde kwartier het oude wapen van het bisdom te plaatsen en in het tweede en derde kwartier de leeuw uit het wapen van de stad Leeuwarden. Dat wapen bestaat uit een blauw schild met daarop een gouden leeuw. Omdat alle andere wapens van Nederlandse bisdommen niet gedeeld zijn en de leeuw van Leeuwarden op de eerste (dus belangrijkste) plek van het wapen zou komen, werd dit ontwerp door de Raad afgewezen. Het bisdom is gevestigd in Groningen en dat is dus de belangrijkste plek.
De Hoge Raad van Adel kwam met twee alternatieven: het oude wapen van het bisdom Groningen met de kwartieren II en III te gebruiken voor het wapen van Leeuwarden. Het zilveren kruis zou voor beide provincies staan en de kwartieren I en IV voor de provincie Groningen. De kwartieren zijn in dit geval de velden tussen de armen van het kruis. Omdat het wapen van het bisdom Leeuwarden niet bekend is, zou het hier dan gaan om het wapen van de stad Leeuwarden.
Het andere voorgestelde wapen was een groen veld met daarop een gouden kruis, waar het bisdom uiteindelijk voor heeft gekozen, of een blauw veld met daarop een zilveren kruis. Nadeel was wel dat het bisdom Roermond al een wapen voert dat bestaat uit een blauw veld met een zilveren kruis. In het wapen van het bisdom Roermond staat echter in het eerste kwartier een gouden fleur-de-lys, als symbool voor de maagd Maria. Het Centrum voor Kerkelijke Heraldiek heeft deze variant uiteindelijk geadviseerd aan het bisdom. Op 3 oktober 2007 kreeg het bisdom Groningen-Leeuwarden per Koninklijk Besluit nummer 07.002627 het wapen door de Hoge Raad van Adel toegekend.

## Blazoen
Het wapen werd op 3 oktober 2007 met het volgende blazoen aan het bisdom toegekend:
In sinopel een kruis van goud. Het schild gedekt met een gouden, met edelstenen bezette mijter, waarvan ter weerszijden van het schild twee gouden, van keel gevoerde linten met gouden franje afhangen, de uiteinden beladen met een breedarmig kruisje van keel; achter het schild, schuingekruist, een gouden kromstaf, de krul naar buiten gericht, en een gouden, met edelstenen bezet kruis met lelievormige uiteinden.

Het wapen bestaat uit een groen schild met daarop gouden kruis. Het kruis bestaat uit vier armen van gelijke lengte. Het schild wordt gekroond door een gouden mijter met rechts een gouden kromstaf en links een gouden kruis met lelievormige uiteinden. De kromstaf en het kruis kruisen elkaar achter het schild. Achter het schild komen eveneens twee linten vandaan, dit zijn de linten die aan de mijter hangen. Op de uiteinden van de linten zijn rode kruisjes geplaatst.de linten zijn zelf goudkleurig en aan de achterzijde rood. De mijter, kromstaf en kruis zijn alle drie met edelstenen bezet.

## Vergelijkbare wapens
De volgende wapens zijn vergelijkbaar met het wapen van het Bisdom Groningen-Leeuwarden:

Het wapen van het aartsbisdom Utrecht
Het wapen van het bisdom Haarlem voor de naamswijziging naar Haarlem-Amsterdam
Het wapen van bisdom Haarlem-Amsterdam
Het wapen van het bisdom Rotterdam
Het wapen van het bisdom Roermond